# Cemitério da Ordem Terceira do Carmo (São Paulo)
Portão principal do Cemitério, na Rua da Sergipe, número 83.
O Cemitério da Ordem Terceira do Carmo de São Paulo, ou também conhecido pelo nome de Cemitério da Venerável Ordem Terceira do Carmo, foi inaugurado no dia 12 de novembro de 1868 e está situado em um dos bairros mais históricos e culturas da cidade de São Paulo, Consolação.
Localizado na rua Sergipe, número 83, entre os cemitérios da Consolação e o dos Protestantes, o cemitério de confissão católica é composto por uma capela, um ossário e jazigos que abrigam diversos nomes da história brasileira ornamentados por esculturas e obras tumulares em mármore e bronze que recebem, ainda hoje, corpos de seus filiados à Igreja da Ordem Terceira do Carmo, formado por uma irmandade que contribuiu para o surgimento do cemitério.

## História
Em meados do século XIX, acreditava-se no sepultamento dos corpos dentro das Igrejas pela convicção dos féis da proximidade com os santos e as relíquias conservadas dentro das catedrais que os levariam mais próximos a Deus após a morte.
Com o aumento no número de mortos, a Igreja não suportava mais a quantidade de falecidos e então houve a necessidade de criar jazigos e enterrar ao redor das igrejas e, futuramente, a criação dos cemitérios que se localizam longe da cidade como um meio de higiene para a população.
Dentro desses cemitérios, eram construídas capelas para perpetuar a crença de ser enterrado próximo a Deus e realizar cerimônias religiosas para o sepultamento com a presença dos familiares e entidades da Igreja.
A Igreja da Ordem Terceira do Carmo, construída em 1594 na cidade de São Paulo, recebeu um ofício da Câmara Municipal de São Paulo no dia 3 de julho de 1856 requisitando à Ordem Terceira a remoção de seus jazigos para um cemitério que estava sendo construído na Santa Ifigênia.
A Mesa Administrativa da Igreja revogou esta proposta, pedindo permissão ao Governo Provincial a licença para construir um cemitério particular ao invés de remover seus sepultados até Santa Ifigênia.
Formou-se, então, uma comissão para divulgar a construção do cemitério particular que era composta pelos irmãos terceiros da irmandade Igreja do Carmo, estruturado pelo cônego Joaquim Manoel Gonçalves da Andrade, José Gomes Faria, Lourenço Domingos Martins, major Hermenegildo José dos Santos, e os irmãos da Igreja da Ordem Terceira de São Francisco.
Em resposta a solicitação da Mesa Administrativa, a Câmara Municipal cedeu um terreno no dia 21 de novembro de 1867 à Igreja e as obras começaram no mesmo ano graças as contribuições financeiras dos Irmãos Terceiros. 
A inauguração do Cemitério da Ordem Terceira do Carmo de São Paulo aconteceu no dia 12 de novembro de 1868 e sua capela no dia 16 de maio de 1886 que custou 6.740.00 (seis contos, setecentos e quarenta mil réis).
Atualmente, o cemitério ainda comporta apenas membros da irmandade da Igreja do Carmo e foi tombado pelo Conselho de Defesa do Patrimônio histórico, arqueológico, artístico e turístico (CONDEPHAAT) por causa de sua importância histórica, cultural e social para o Estado de São Paulo.

## Administração do cemitério
O cemitério possui horário de visitação de segunda-feira a sábado, das 8:00 às 17:00 horas. Aos domingos e feriados, o horário se estende das 9:00 da manhã até 13:00 da tarde. O espaço é conservado por zeladores que limpam, semanalmente, o ambiente, porém necessitam do auxílio monetário das famílias que zelam os corpos de seus entes queridos para fornecer uma assistência melhor para a limpeza, preservação dos jazigos e a proteção contra furtos que são solucionados com a presença de cães dentro do cemitério.

## Sepultados famosos
O Cemitério da Ordem Terceira do Carmo de São Paulo abriga os restos mortais de algumas figuras importantes para a história brasileira, como:
- Barão de Itapetininga
- Barão de Três Rios
- Conde de Lara
- Antônio da Silva Prado
- Gal Costa[5]

## Leituras adicionais
- MORENO, Tania Maria B. A Ordem Terceira do Carmo na Cidade de São Paulo (1860 – 1880) – Um estudo sobre a sua participação social e religiosa. Trabalho de Mestrado em Ciências Humanas: História. PUC, São Paulo,1992. (Disponível na biblioteca da BNGK- PUC[4])
- DEBRAY, Régis. Vida e morte da imagem – Uma história do olhar no Ocidente. Editora Vozes, 1993 – Petrópolis, RJ.
- JÚNIOR, Lincoln Etchebéhère. O morrer em São Paulo no século XIX – Dos sepultamentos ad sanctos apud ecclesiam para os cemitérios. Revista Histórica – Publicação trimestral do Arquivo do Estado de São Paulo e Imprensa Oficial do Estado de São Paulo/ N º 12 setembro/outubro/novembro de 2003.